# Liste der Kulturgüter in Acquarossa
Die Liste der Kulturgüter in Acquarossa enthält alle Objekte in der Gemeinde Acquarossa im Kanton Tessin, die gemäss der Haager Konvention zum Schutz von Kulturgut bei bewaffneten Konflikten, dem Bundesgesetz vom 20. Juni 2014 über den Schutz der Kulturgüter bei bewaffneten Konflikten sowie der Verordnung vom 29. Oktober 2014 über den Schutz der Kulturgüter bei bewaffneten Konflikten unter Schutz stehen.
Objekte der Kategorien A und B sind vollständig in der Liste enthalten, Objekte der Kategorie C fehlen zurzeit (Stand: 1. Januar 2023).

## Kulturgüter
| Foto |                                                                               | Objekt                                                                                               | Kat. | Typ | Standort                                           | Beschreibung |
| ---- | ----------------------------------------------------------------------------- | --- | ---- | --- | -------------------------------------------------- | ------------ |
| ja   | Datei hochladen · Wikidata zu Kirche San Remigio (Q3671853)                   | Kirche San Remigio / Chiesa di San Remigio KGS-Nr.: 05432                                            | A    | G   | Corzoneso, Sentiero basso 715957 / 144143          |              |
| ja   | Datei hochladen · Wikidata zu Landvogthaus (Q29526949)                        | Palazzo del Pretorio / Landvogthaus KGS-Nr.: 05527                                                   | A    | G   | Lottigna, Via al Museo di Blenio 9 715584 / 147570 |              |
| ja   | Datei hochladen · Wikidata zu Kirche San Carlo a Negrentino (Q1072488)        | Kirche San Carlo a Negrentino / Chiesa di San Carlo a Negrentino KGS-Nr.: 05690                      | A    | G   | Prugiasco, Negrentino 714010 / 146789              |              |
| BW   | Datei hochladen                                                               | Mittelalterliche Klosterruine / Ruderi del convento medievale KGS-Nr.: 10532                         | A    | F   | Corzoneso, Sentiero basso 716450 / 143599          |              |
| ja   | Datei hochladen · Wikidata zu Dongio (Q29526942)                              | Ruine des mittelalterlichen Heidenhauses / Ruderi della Casa dei Pagani medievale KGS-Nr.: 10549     | A    | F   | Dongio 716950 / 144109                             |              |
| BW   | Datei hochladen · Wikidata zu Landvogthaus (Q29883796)                        | Casa dei Landfogti / Landvogthaus KGS-Nr.: 05388                                                     | B    | G   | Castro, In Paéis 714300 / 147739                   |              |
| BW   | Datei hochladen · Wikidata zu Pfarrkirche San Giorgio (Q3670296)              | Pfarrkirche San Giorgio / Chiesa parrocchiale di San Giorgio KGS-Nr.: 05389                          | B    | G   | Castro, Via Traversa 714426 / 147323               |              |
| BW   | Datei hochladen · Wikidata zu (Q3884803)                                      | Oratorium Sant’Antonio de Padova / Oratorio di Sant’Antonio de Padova KGS-Nr.: 05390                 | B    | G   | Castro, Via Sant’Antonio 714319 / 147770           |              |
| BW   | Datei hochladen · Wikidata zu Bernardi-Kapelle (Q29883791)                    | Bernardikapelle / Cappella dei Bernardi KGS-Nr.: 05433                                               | B    | G   | Corzonesco, Strada di Capèll 715409 / 144942       |              |
| BW   | Datei hochladen · Wikidata zu Treppenkapelle (Q29883793)                      | Treppenkapelle / Cappella delle Scale KGS-Nr.: 05434                                                 | B    | G   | Corzoneso 715209 / 145098                          |              |
| ja   | Datei hochladen · Wikidata zu Santi Nazario e Celso (Q2223434)                | Pfarrkirche Santi Nazario e Celso / Chiesa parrocchiale dei Santi Nazario e Celso KGS-Nr.: 05436     | B    | G   | Corzoneso, Al Castíll 715017 / 145134              |              |
| BW   | Datei hochladen · Wikidata zu Oratorium Maria al Monastero (Q3884845)         | Oratorium Maria al Monastero / Oratorio di Maria al Monastero KGS-Nr.: 05437                         | B    | G   | Corzoneso, Monastero 716445 / 143634               |              |
| ja   | Datei hochladen · Wikidata zu Propsteikirche Santi Luca e Fiorenzo (Q3668256) | Propsteikirche Santi Luca e Fiorenzo / Chiesa prepositurale dei Santi Luca e Fiorenzo KGS-Nr.: 05448 | B    | G   | Dongio, Via Lucomagno 716572 / 143982              |              |
| ja   | Datei hochladen · Wikidata zu Oratorium Santa Maria Nascente (Q29883830)      | Oratorium Santa Maria Nascente / Oratorio di Santa Maria Nascente KGS-Nr.: 05449                     | B    | G   | Dongio, Via Lucomagno 717743 / 143010              |              |
| BW   | Datei hochladen · Wikidata zu Trotte von Predacài (Q29883832)                 | Trotte von Predacài / Torchio di Predacài KGS-Nr.: 05451                                             | B    | G   | Dongio, Via ai Grotti 716439 / 144328              |              |
| BW   | Datei hochladen · Wikidata zu Pfarrkirche Santi Pietro e Paolo (Q3668365)     | Pfarrkirche Santi Pietro e Paolo / Chiesa parrocchiale dei Santi Pietro e Paolo KGS-Nr.: 05497       | B    | G   | Largario, a Larghèi 715372 / 150266                |              |
| BW   | Datei hochladen · Wikidata zu Pfarrkirche San Giovanni Battista (Q29883810)   | Pfarrkirche San Giovanni Battista / Chiesa parrocchiale di San Giovanni Battista KGS-Nr.: 05502      | B    | G   | Leontica, Via Lepontica 714109 / 146071            |              |
| BW   | Datei hochladen · Wikidata zu Kapelle Piano (Q29883790)                       | Kapelle in Piano / Cappella a Piano KGS-Nr.: 05528                                                   | B    | G   | Lottigna, Pian Lottigna 715353 / 147689            |              |
| ja   | Datei hochladen · Wikidata zu Santi Pietro e Paolo (Q29883802)                | Pfarrkirche Santi Pietro e Paolo / Chiesa parrocchiale dei Santi Pietro e Paolo KGS-Nr.: 05529       | B    | G   | Lottigna, Via Simano 715644 / 147420               |              |
| ja   | Datei hochladen · Wikidata zu Haus Romagnoli (Q29883797)                      | Casa Romagnoli KGS-Nr.: 05575                                                                        | B    | G   | Marolta, Via Sassello 18 713696 / 148542           |              |
| BW   | Datei hochladen · Wikidata zu Pfarrkirche San Martino und Beinhaus (Q3671129) | Pfarrkirche San Martino und Beinhaus / Chiesa parrocchiale di San Martino e ossario KGS-Nr.: 05675   | B    | G   | Ponto Valentino, In Surgésa 714934 / 149052        |              |
| ja   | Datei hochladen · Wikidata zu Museo di Blenio (Q27485116)                     | Museo di Blenio KGS-Nr.: 08654                                                                       | B    | S   | Lottigna, Via al Museo di Blenio 9 715590 / 147568 |              |
| BW   | Datei hochladen · Wikidata zu Kino Theater (Q29883819)                        | Kino Theater / Cinema Teatro KGS-Nr.: 10279                                                          | B    | G   | Corzoneso, Via Lucomagno 715429 / 145501           |              |
| ja   | Datei hochladen · Wikidata zu Roberto-Donetta-Archiv (Q27478240)              | Roberto-Donetta-Archiv / Archivio Roberto Donetta KGS-Nr.: 10593                                     | B    | S   | Corzoneso, a Cassí 27 715126 / 144310              |              |
| ja   | Datei hochladen · Wikidata zu Haus Rotonda (Q29883799)                        | Casa Rotonda KGS-Nr.: 11901                                                                          | B    | G   | Corzoneso, a Cassí 27 715126 / 144310              |              |
| BW   | Datei hochladen · Wikidata zu (Q29883821)                                     | Überdachtes Waschhaus in Campiròi / Lavatoio coperto a Campiròi KGS-Nr.: 11902                       | B    | G   | Corzoneso, Via Cumiasca 714339 / 145212            |              |